# Monnina grandifolia
Monnina grandifolia är en jungfrulinsväxtart som beskrevs av R. Ferreyra. Monnina grandifolia ingår i släktet Monnina och familjen jungfrulinsväxter. Inga underarter finns listade i Catalogue of Life.